# Вільшанка (Жашківська міська громада)
Вільша́нка — село в Україні, у Жашківській міській громаді Уманського району Черкаської області. Розташоване на обох берегах річки Житниці (притока Гірського Тікичу) за 12 км на південь від міста Жашків та за 2 км від автошляху М05. Населення становить 349 осіб (станом на 2009 рік).

## Населення
За даними всеукраїнського перепису населення 2001 року у селі мешкало 351 особа, у 2009 році — 349 осіб.
Мова
Розподіл населення за рідною мовою за даними перепису 2001 року був наступним:
| українська | 342 | 97,43 |
| російська  | 7   | 1,99  |
| білоруська | 2   | 0,58  |

## Історія
Село виникло в середині XVII століття. На його території росли дуже густі зарослі вільхи, звідси й походить назва.
Перші поселення з'явилися на лівобережжі річки Житниці. Поступово село зростало та поширилося і на правий берег. Про село йдеться у Лаврентія Похилевича в «Сказаниях о населенных местностях Киевской губернии» за 1864 рік: «Ольшанка, село расположено при ручье того же имени, выше села Житник в 4-х верстах от Сорокотяг. Жителей обоего пола 542; земли 1800 десятин. Две древние могилы. Добывается в большом количестве и высокого качества белая глина, употребляемая для побелки хат. Церковь Свято-Михайловская, деревянная, 6 класса, земли имеет 53 десятины. построена в 1757 году, при владении Тетиевщиной княгини Констанции Сангушко. Недавно она возобновлена и поднята на каменный фундамент. К Ольшанскому приходу причислена деревня Марийка, в 3-х верстах от Ольшанки, на восток, при безымянном ручье летом высыхающем, расположенная.». Наприкінці XIX—початок XX століття у селі вже налічувалося близько 180 дворів із населенням 1 055 осіб, з них 510 чоловіків і 545 жінок. Про це свідчила таблиця, яка була встановлена при в'їзді в село.
До Жовтневого перевороту 1917 року село належало польським шляхтичам Іванським. Вони мали великий маєток з гарним будинком та великим садом, що розташовувався у центрі села.
Власники Вільшанки навідувалися до села вкрай рідко, бо переважно роз'їжджали державами Західної Європи. Управляли маєтком панські слуги, теж поляки. Революційні події дуже швидко докотилися до Вільшанки. Навесні 1918 року в селі відбувся сільський схід, на якому було обрано революційний комітет. Для поділу землі було створено комісію, яка ділила землю на душу населення, тобто кожен селянин отримав її за кількістю членів сім'ї. Для допомоги селянам було створено комітет незаможних селян, який навчав правильному агрономічному веденню господарювання на землі.
Восени 1929 року, під час примусової колективізації, був створений колгосп «Гасло часу» на чолі з Богданом Петровичем Радовановим. 1932 року колгосп змінив назву на «Ленінський шлях». Вільшанка була першої з сіл Жашківського району, де був встановлений електродвигун, який виробляв електроенергію для освітлення сільських хат.
Під час голодомору 1932—1933 років в селі від голоду померло щонайменше двоє односельців.
У 1959 році село приєднано до економічно сильного колгоспу імені Пархоменка села Бузівка й до 1987 року село було так званим «бригадним» селом. Восени 1987 року в селі утворено сільську раду і того ж року у селі відкрито відділення Жашківського цукрового заводу.
В лютому 2002 року на території села було утворене і розпочало свою господарську діяльність агропромислове підприємство з іноземними інвестиціями «Аграрпродукти Вільд-Україна», яке очолює Бертольд Карл Алоїс Вільд. Воно орендує 203 земельні частки (паї) жителів села.

## Сучасність
У селі діють фельдшерсько-акушерський пункт, будинок культури, бібліотека, поштове відділення, три магазини.
Окрасою села є віковий дуб, якому більше 500 років. За народними переказами, під тінню його крони відпочивав Богдан Хмельницький.

## Відомі люди
Згідно з однією з версій, село є Батьківщиною Максима Кривоноса, військового діяча та видатного сподвижника Хмельницького.
Народилися
- Андрущук Валерій Миколайович — український військовик, полковник, учасник російсько-української війни.
- Савчук Ганна Микитівна — український педагог, громадський діяч. Почесний ветеран України, Відмінник народної освіти УРСР.

## Галерея

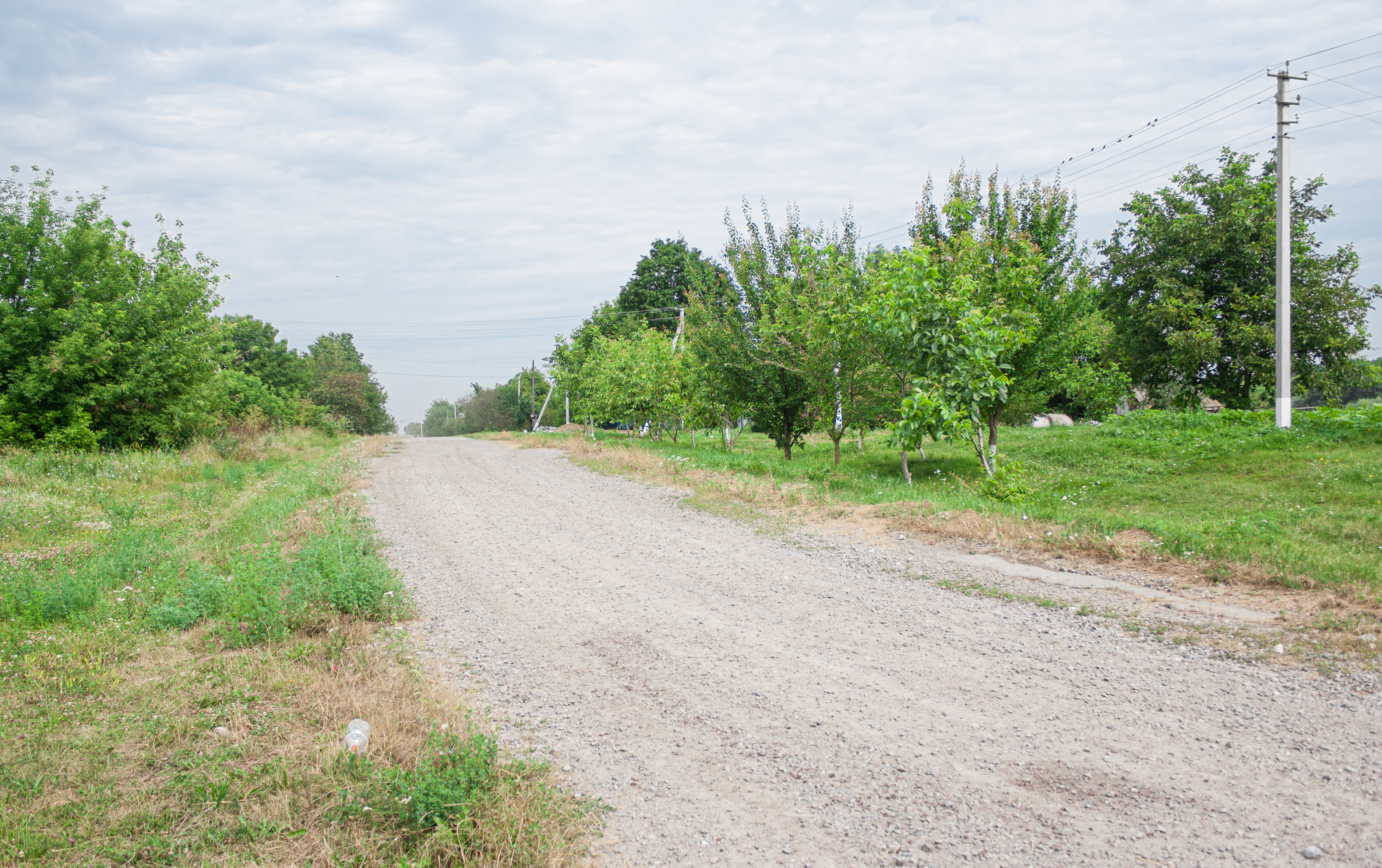
Вулиця Яблунева
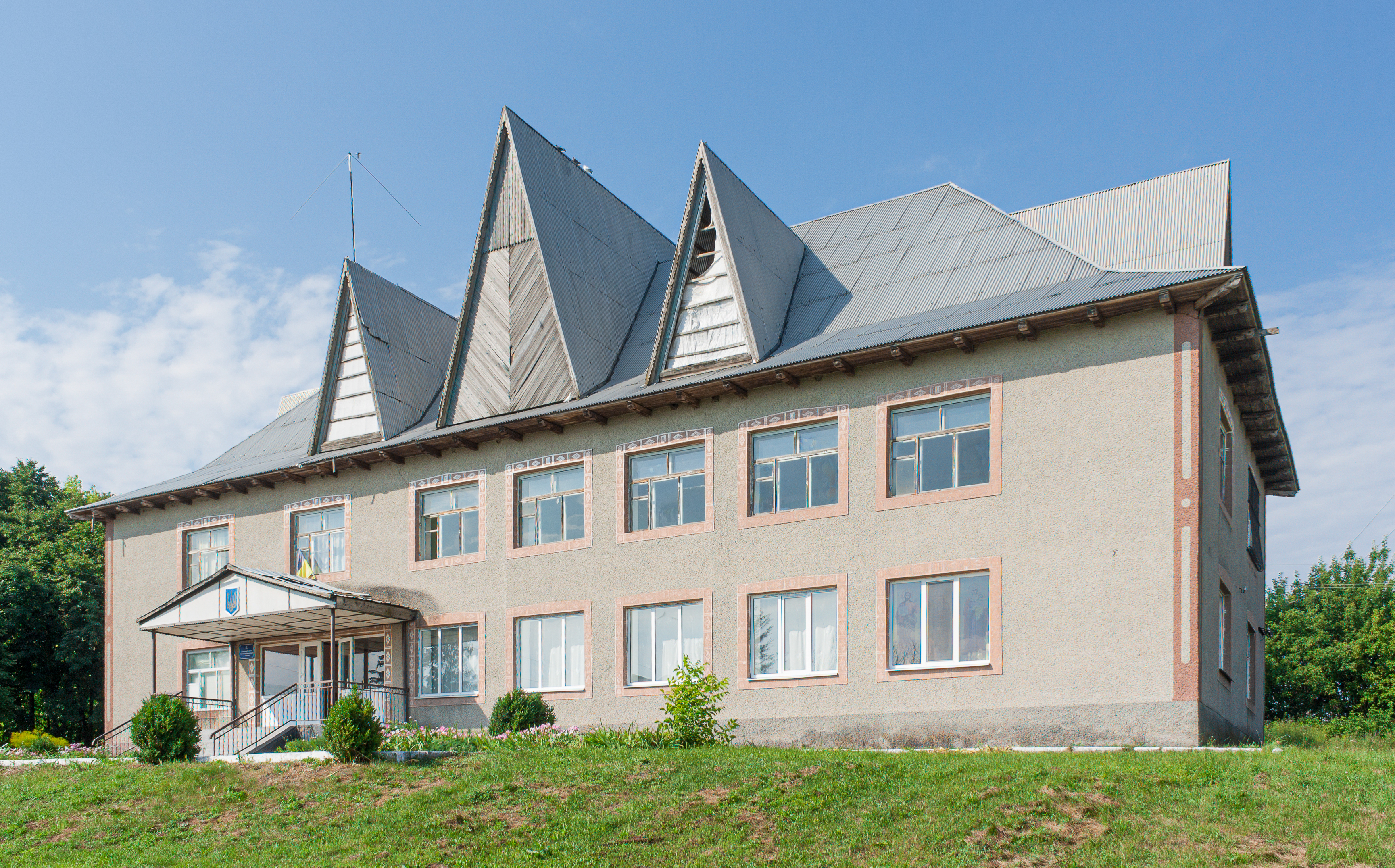
Сільська рада і будинок культури
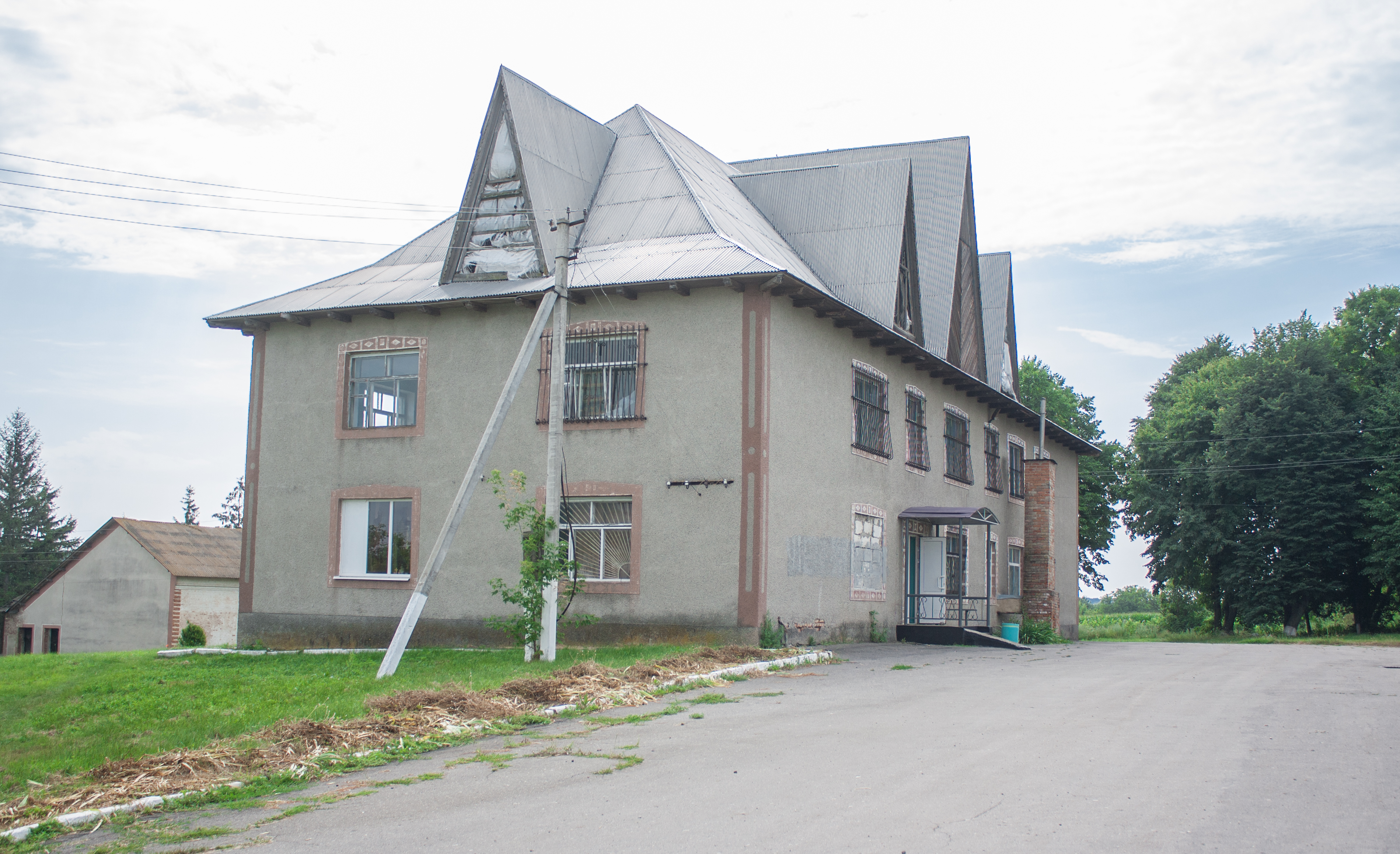
Пошта і ФАП
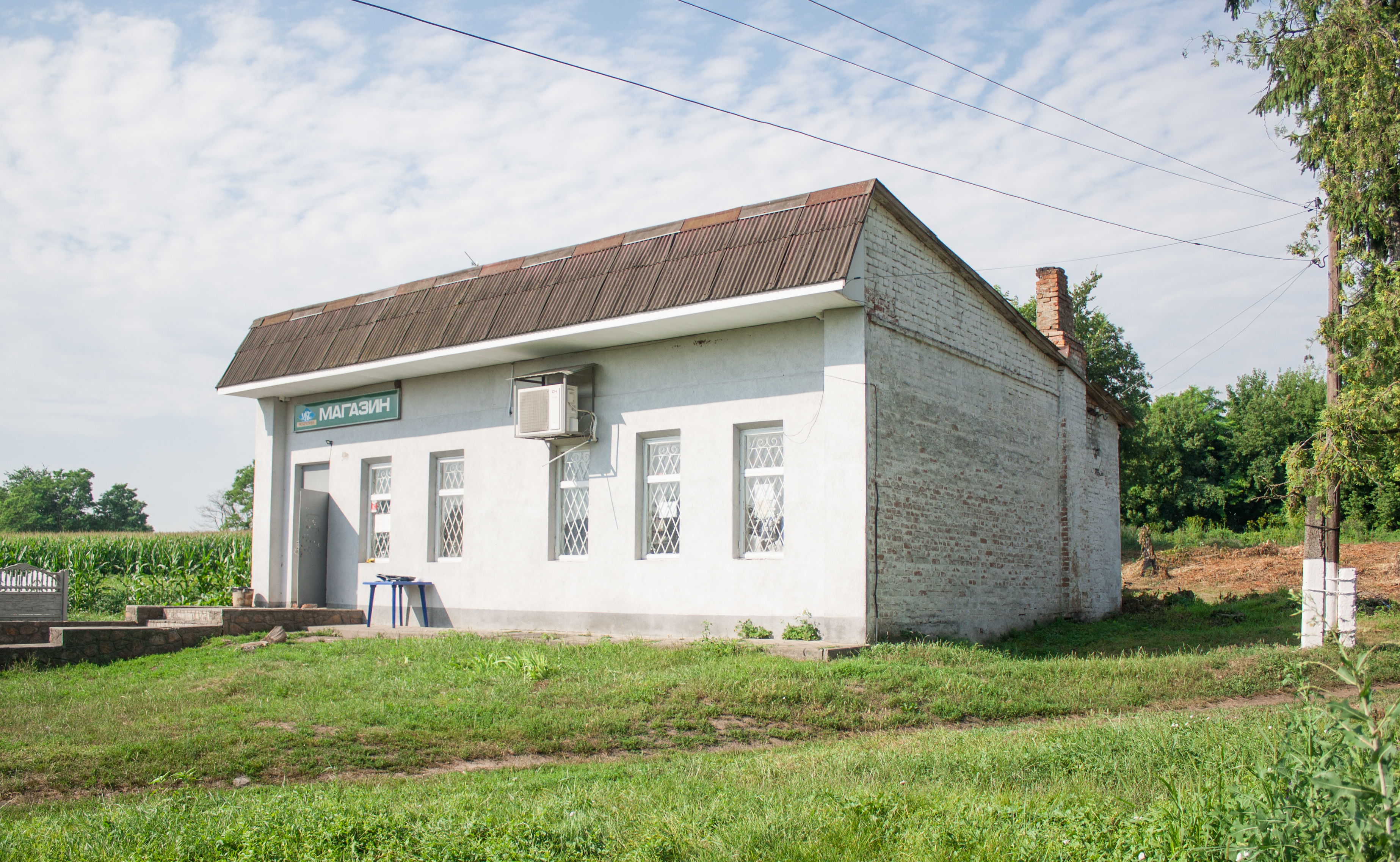
Магазин
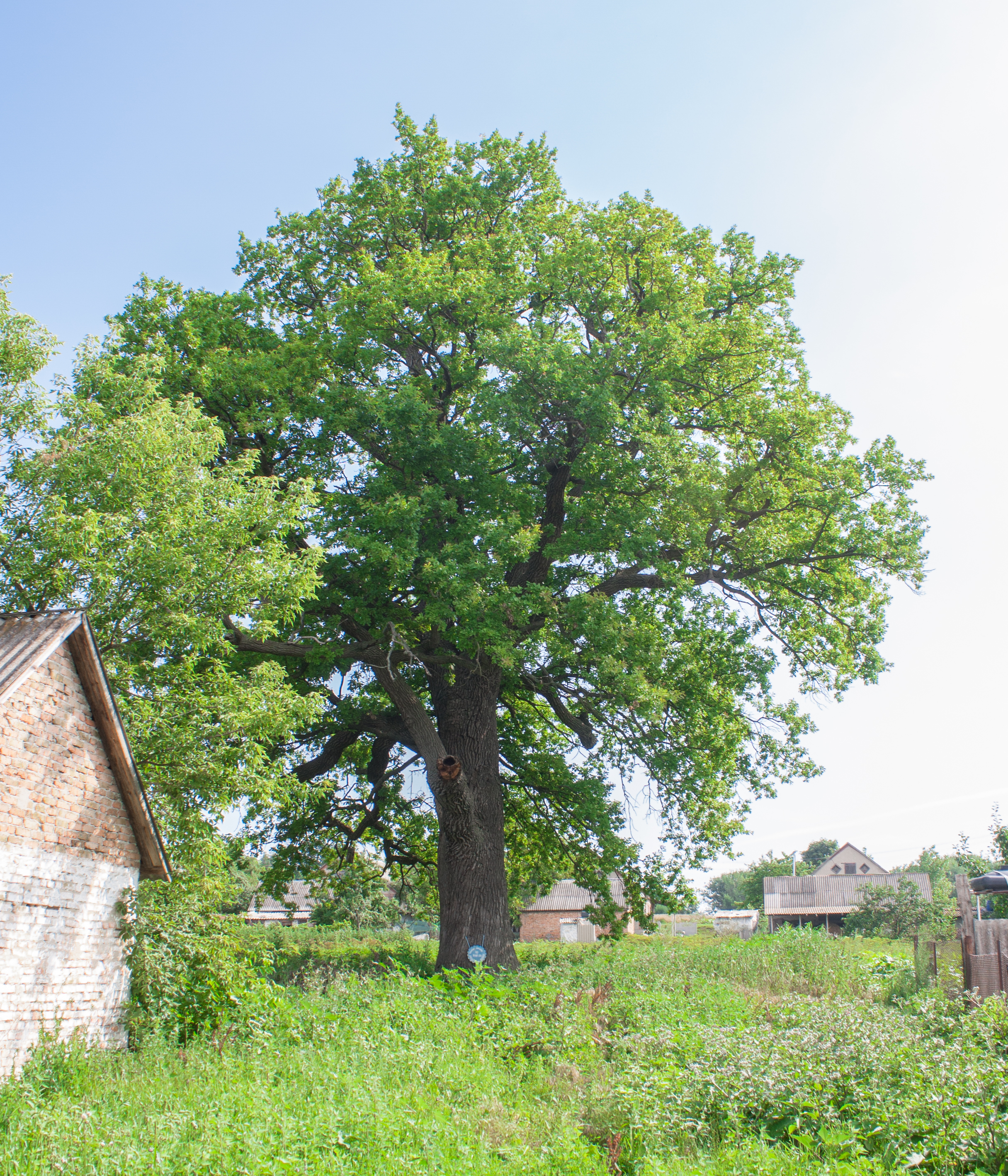
Віковий дуб
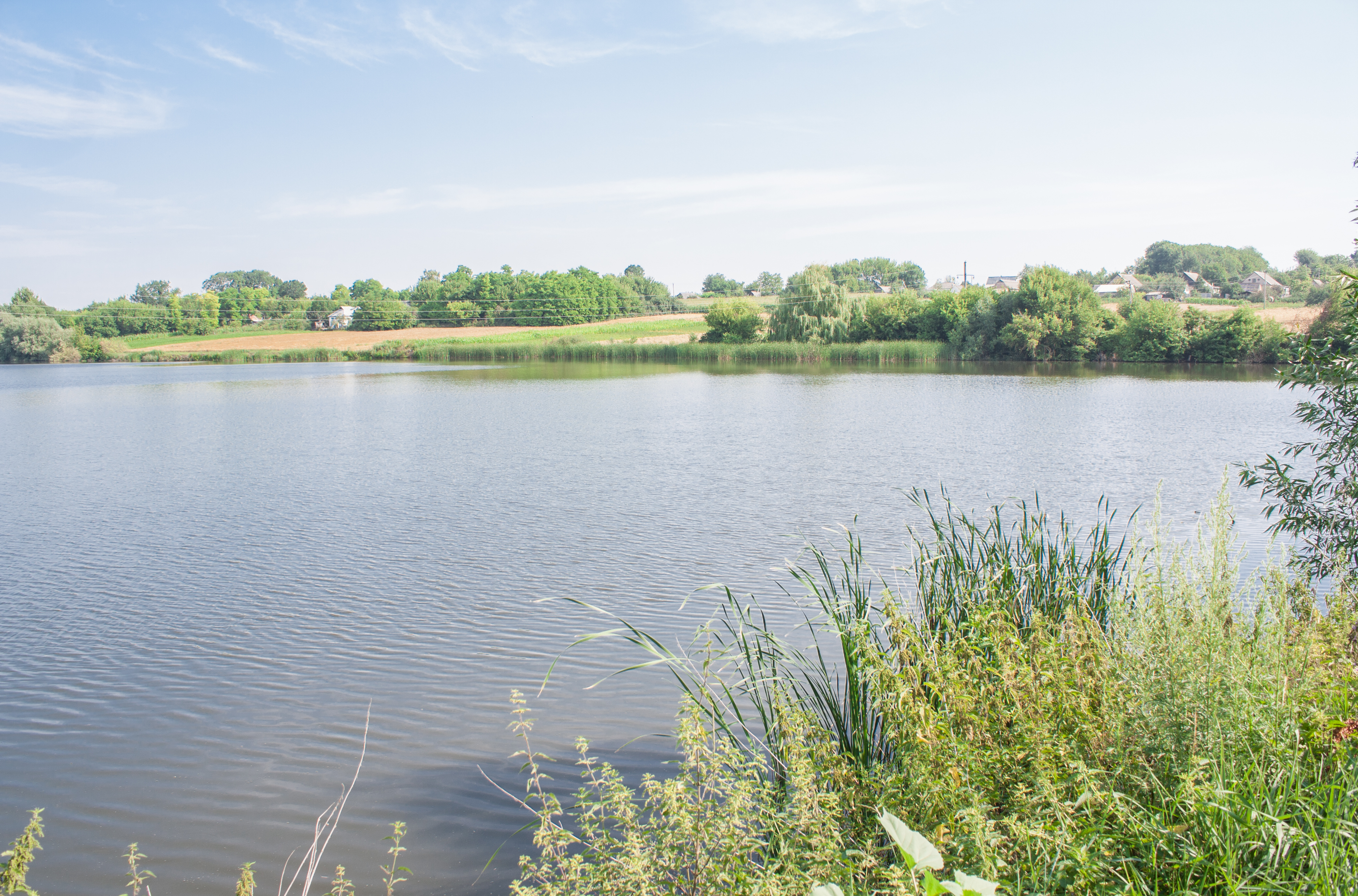
Ставок на річці Житниці
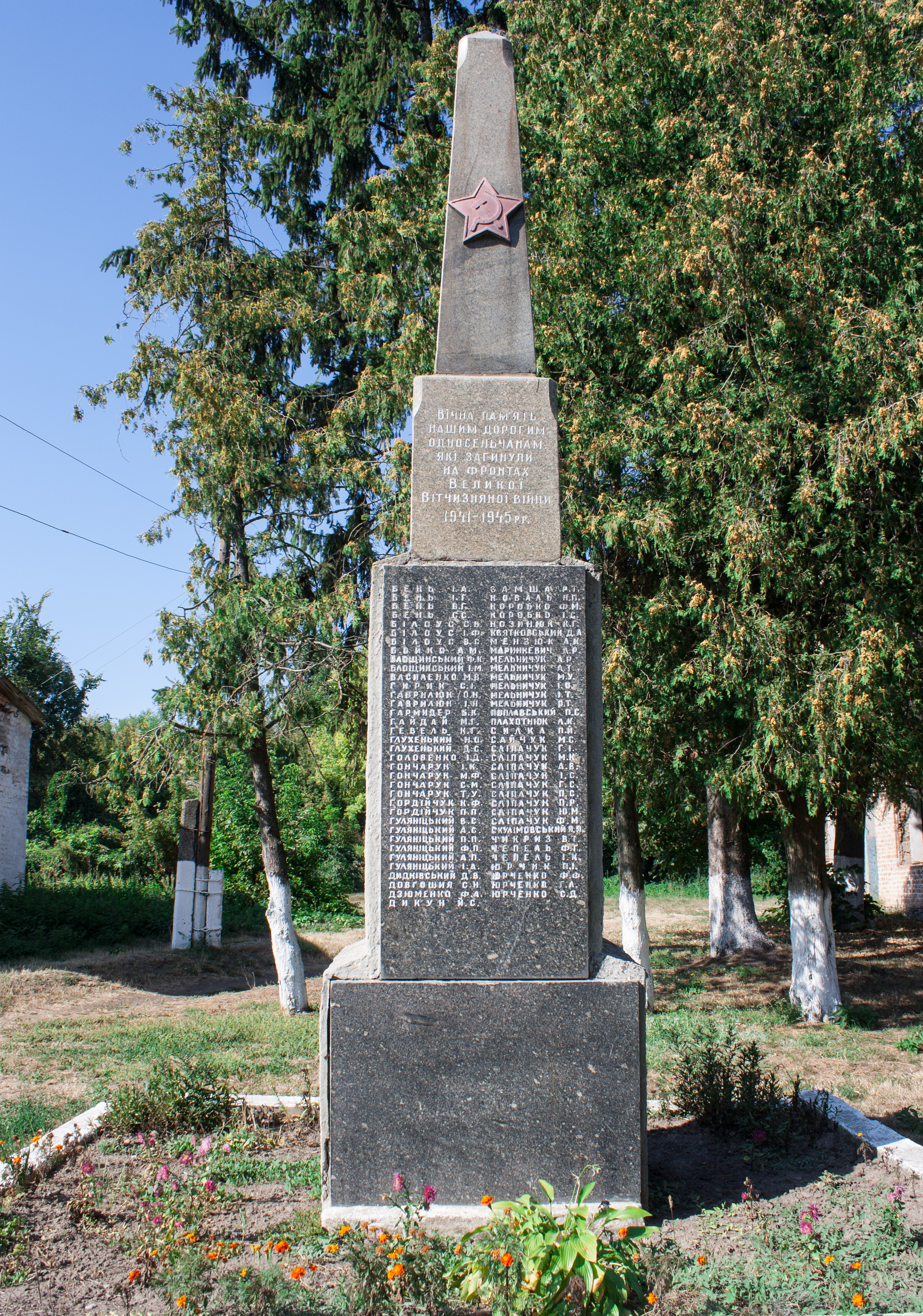
Пам'ятник воїнам-односельчанам
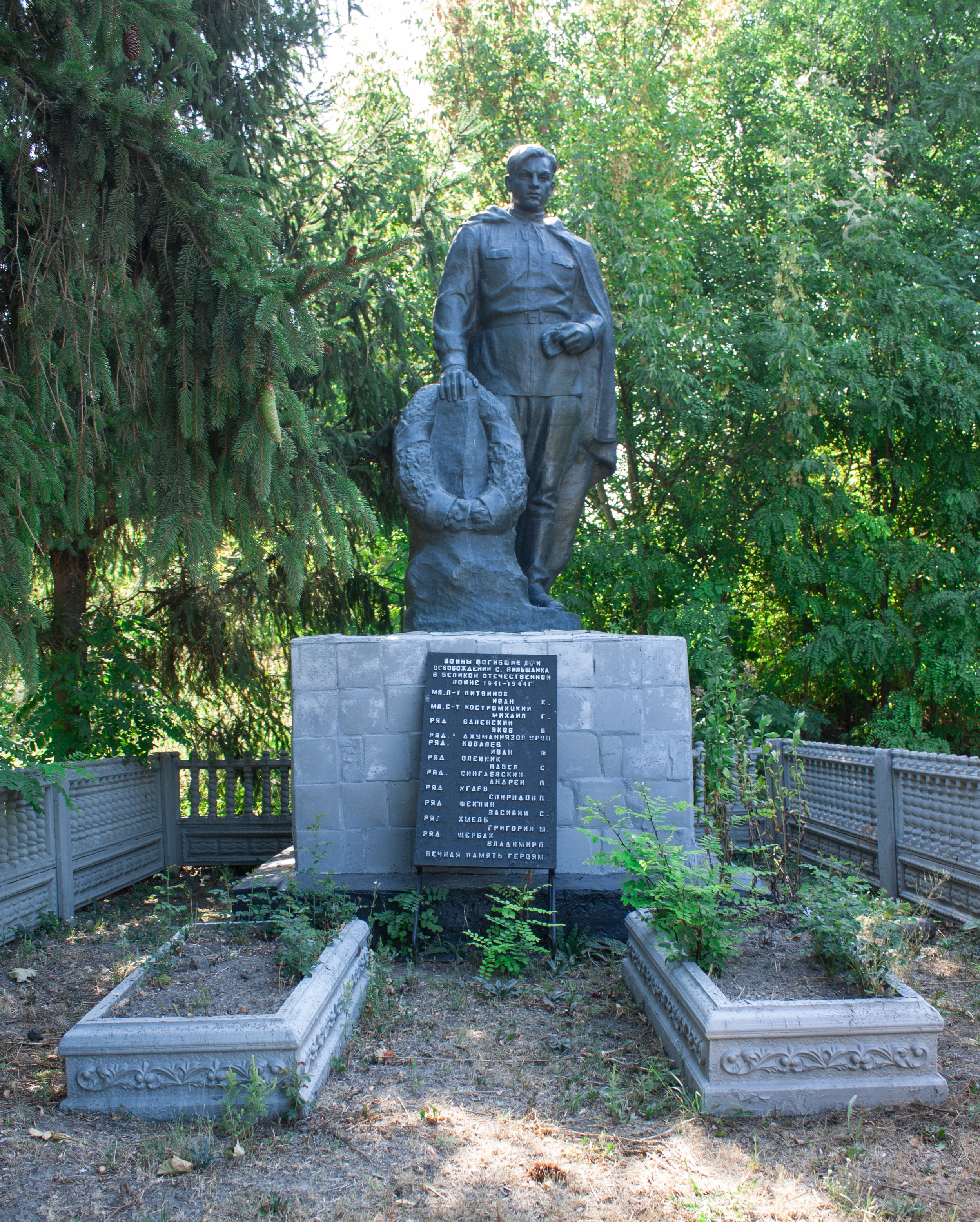
Братська могила радянським воїнам